# Claudia Zaczkiewicz
Claudia Zaczkiewicz (Alemania Occidental, 4 de julio de 1962) es una atleta alemana retirada, especializada en la prueba de 100 m vallas en la que llegó a ser medallista de bronce olímpica en 1988.

## Carrera deportiva
En los JJ. OO. de Seúl 1988 ganó la medalla de bronce en los 100 metros vallas, con un tiempo de 12.75 segundos, tras la búlgara Yordanka Donkova y Gloria Siebert de Alemania del Este.